# Smile-Up

Früheres Unternehmenslogo (bis Oktober 2023).

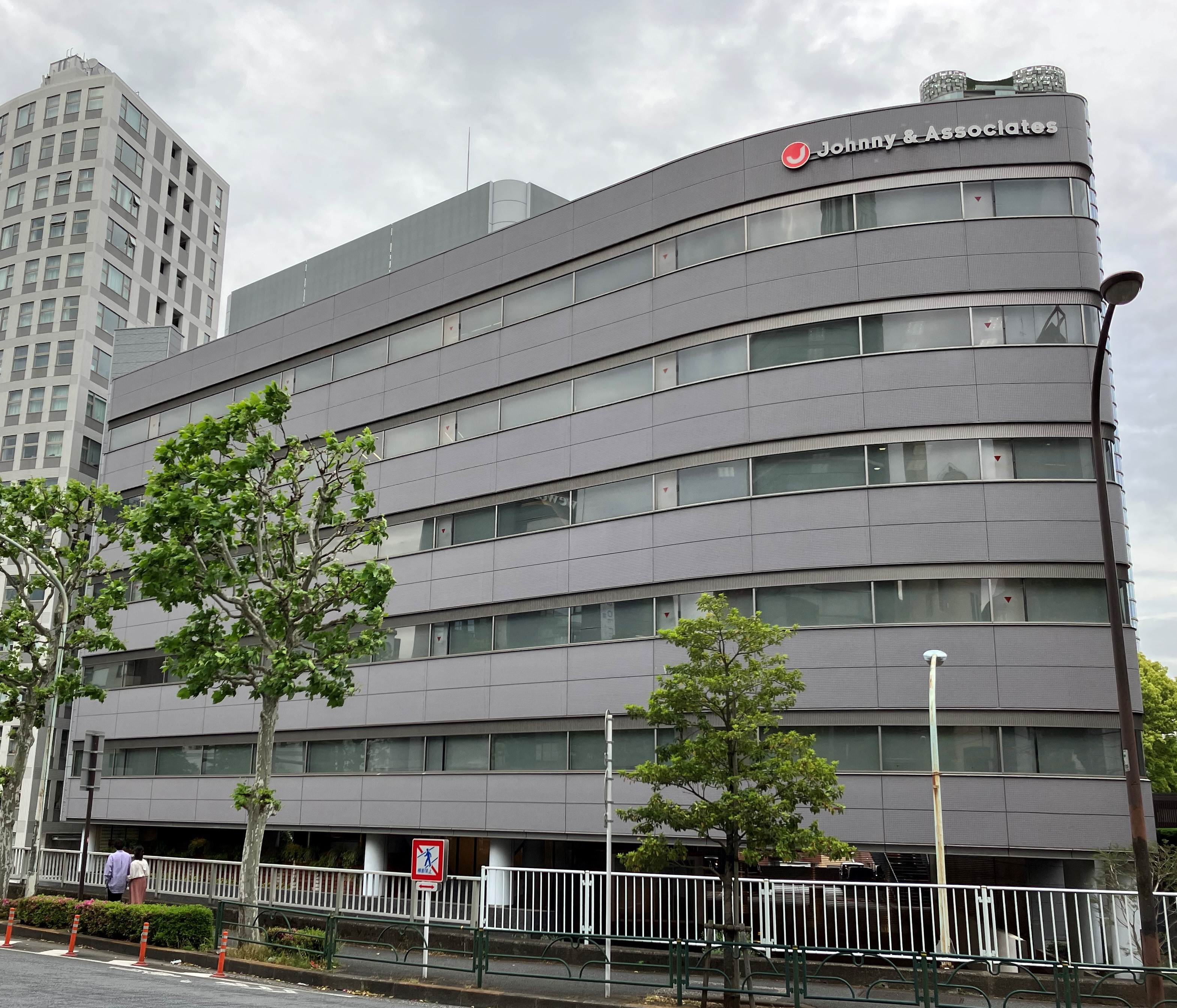
Hauptbüro in Tokio, 2023.

Smile-Up, Inc. (株式会社SMILE-UP Kabushiki gaisha Sumairu Appu), bis Oktober 2023 Johnny & Associates (株式会社ジャニーズ事務所 Kabushiki gaisha Janīzu Jimusho), in Japan bekannt als Johnny's Jimusho (japanisch ジャニーズ事務所 janīzu jimusho, deutsch ‚Johnny's Büro‘), ist eine 1963 von Johnny Kitagawa (1931–2019) gegründete Talentagentur und Musiklabel, die Boygroups bestehend aus japanischen Idolen schult und fördert.
Der Präsident der Organisation ist seit September 2023 Noriyuki Higashiyama, der das Amt von Kitagawas Schwester Julie Fujishima übernahm. „Johnny’s“, wie die Organisation abkürzend genannt wird, macht jährlich mehr als drei Milliarden Yen, umgerechnet circa 19 Mio. Euro Gewinn.

## Geschichte

### 1962–1989
Der in Kalifornien geborene Halbjapaner Johnny Kitagawa kam während seiner Armeezeit nach Japan und blieb im Land.
Im Jahr 1962 gründete Kitagawa seine erste Boygroup, die schlichtweg Johnnys genannt wurde. In der Anfangszeit mietete Kitagawa für sein Unternehmen einen Büroraum bei Watanabe Productions, unter dessen Management seine Agentur arbeitete. Im Jahr 1967 gründete Kitagawa die Gruppe Four Leaves, die seiner Talentagentur erste größere Erfolge einbrachte. Diese hinterließ der japanischen Musikindustrie ein bis zum heutigen Tage andauerndes Erbe, da diese als GS-Gruppe angekündigt wurde, die keine Instrumente spielten. Stattdessen wurde die Gruppe nach Kitagawas Geschmack Talente, Personalität und Athletik zu kombinieren geformt.
Seither formte Kitagawa zahlreiche Acts und trainierte Solo-Künstler, die besonders auf nationaler Ebene sehr erfolgreich wurden, wie etwa der Sänger Masahiko Kondō, dessen Lied Orokamono im Jahr 1987 mit einem Japan Record Award ausgezeichnet wurde, oder Hikaru Genji, die als erste so genannte „Johnny“-Gruppe im Jahr 1988 drei Singles in den Jahrescharts von Oricon platzieren konnte.
Johnny & Associates wird eine wichtige Rolle am Wachstum japanischer Boygroups und der Idol-Industrie nach dem Ende des Zweiten Weltkrieges nachgesagt. Während es in den 1970er-Jahren Idole gab, die zugleich singen und tanzen konnten, trug Johnny & Associates zur Popularität von performance-orientierten Idolen in den 1980er-Jahren bei. Kitagawa selbst wurde als Pionier des Idol-Systems bezeichnet, indem Trainees – bei seiner Agentur als Johnny Jr. bekannt – in jungen Jahren bis zu ihrem offiziellen Debüt in Gesang, Tanz und Schauspiel ausgebildet werden.

### 1990–2009
In den 1990er-Jahren änderte Johnny & Associates seine Marketingstrategie, als man die Moderation von Varietyshows ins Trainingsprogramm aufnahm. Bis zu diesem Zeitpunkt fokussierte sich das Marketing der Agentur hauptsächlich um den Gesang und Tanz seiner Künstler, bis diese mit ihrem 25. Lebensjahr aus Altersgründen aus dem Geschäft aussteigen. Nachdem Johnny & Associates den Erfolg des ehemaligen Shibugakitai-Mitglieds Hirohide Yakumaru als MC aufmerksam wurde, wurden neuere Gruppen trainiert, um eine öffentliche Präsenz zu generieren.
Ebenfalls in den 1990er-Jahren erfuhr Johnny & Associates aufgrund mehrerer Unstimmigkeiten einen Rückgang der Nominierungen bei den Japan Record Awards und den Japanese Academy Awards. So gab es bei der Verleihung der 32. Japan Record Awards Streitigkeiten um das Genre einer der Gruppen unter Johnny & Associates. Ein weiterer Grund war, dass die Nominierungen zu Konkurrenzgedanken innerhalb der „Johnny“-Gruppen und anderen Nominierten führen könnten.
Im Jahr 1997 gründete das Unternehmen das Musiklabel Johnny’s Entertainment. Zudem wurde erstmals ein Neujahrskonzert unter dem Titel Johnny's Countdown Live im Tokyo Dome veranstaltet, welches auf Fuji TV ausgestrahlt wurde und seit 1996 jährlich mit wechselnden Themen stattfindet. Im Jahr 2006 veröffentlichte der Journalist Hiro Ugaya einen Artikel im Cyzo-Magazin, in welchem er dem Unternehmen Oricon vorwarf, Chartmanipulation zugunsten von Johnny & Associates zu betreiben. Für den Artikel wurde Ugaya von Oricon wegen Verleumdung verklagt.
Im Jahr 2007 brachen die Gruppen Hey! Say! 7 und Hey! Say! JUMP je einen Rekord auf dem heimischen Markt. So war Hey! Say! 7 mit einem Altersschnitt von knapp 15 Jahren der jüngste Act, die Platz eins der heimischen Oricon-Charts erreichen konnte, während Hey! Say! JUMP mit zehn Mitgliedern die Gruppe mit den meisten Mitgliedern in der Geschichte des Unternehmens wurde, welches die Chartspitze erreichte.
Im Jahr 2008 wurde Johnny & Associates zu den drei wichtigsten Musikunternehmen in Japan gezählt.

### Seit 2010
Im November des Jahres 2010 erhielt Masahiko Kondō eine Auszeichnung bei den Japan Record Awards in der Kategorie Beste Gesangsperformance; Kondō ist der erste Preisträger als „Johnny“-Künstler seit 1990.
Kitagawa erhielt Einträge in das Guinness-Buch der Weltrekorde für die meisten Nummer-eins-Singles (232) und den meisten veranstalteten Konzerten (8419 zwischen 1970 und 2010). Die Konzerte von Johnny & Associates wurden in diesem Zeitraum von knapp 49 Millionen Menschen besucht. Diese Rekorde wurden im September 2023 von Guinness gelöscht.
Im Jahr 2018 startete das Unternehmen, welches dafür bekannt war, den Zugang zu seinen Künstlern zu kontrollieren, einen YouTube-Kanal für die Trainingsgruppen Johnnys Jr. Im Januar 2019 wurde Hideaki Takizawa zum Präsidenten des Unternehmenszeigs Johnny’s Island, die zur Überwachung des Erfolgs der Gruppe Snow Man gegründet wurde. Nach dem Tod Kitagawas am 9. Juli 2019 wurde dessen Nichte Julie Fujishima die neue Präsidentin von Johnny & Associates, während Takizawa und Suguru Shirahase zu Vizepräsidenten des Unternehmens erhoben wurden. Kitagawas ältere Schwester Mary Yasuko Fujishima wurde zum Executive Director ernannt.
Kurz darauf veröffentlichte die Agentur ihre komplette Diskografie auf Streamingplattformen und eröffnete Social-Media-Profile für das Unternehmen und dessen Künstler. Im November des Jahres 2022 trat Takizawa von seinem Posten als Vizepräsident zurück und verließ die Agentur. Er wurde durch Yoshihiko Inohara, einem ehemaligen Mitglied der Boygroup V6, als neuer Vizepräsident ersetzt.
Im September 2023 trat Julie Keiko Fujishima von ihrem Amt als Präsidentin zurück und Noriyuki Higashiyama wurde der neue Präsident. Im Zuge des Sexskandals um den verstorbenen Unternehmensgründer Johnny Kitagawa gab das Unternehmen im Oktober gleichen Jahres bekannt, seinen Namen in Smile-Up zu ändern. Nach einer Entschädigungszahlung an die Missbrauchsopfer, die ab November 2023 ausgezahlt werden sollen, werde das Unternehmen aufgelöst. Für die Vermarktung der Künstler, die bisher bei dem Unternehmen unter Vertrag standen, soll eine neue Agentur gegründet werden. Julie Fujishima, die im September als Präsidentin zurücktrat bleibe Direktorin und einzige Aktionärin, um die Entschädigungszahlungen leisten zu können. Auch Unternehmen und Künstlernamen, die mit Johnnys in Verbindung stehen, erhalten einen neuen Namen. Der japanische Fernsehsender NHK gab am 13. November die Teilnehmerliste des Musikwettbewerbs Kōhaku Uta Gassen mit, welches seit 1951 ausgetragen wird, bekannt. Erstmals seit 44 Jahren ist kein Künstler der Agentur vom Veranstalter als Teilnehmer berufen worden.
Am 22. November 2023 begann das Unternehmen damit, erste Entschädigungszahlungen an 35 Opfer zu ermessen und auszuzahlen. Zwischenzeitlich gingen Meldungen von 834 Personen bezüglich des sexuellen Missbrauchs durch Kitagawa beim Unternehmen ein, die ebenfalls geprüft werden.

## Organisation

### Vermarktung
Die Mitglieder von „Johnny's“ haben strenge Verträge unterzeichnet, die die meisten Rechte an sich und ihrem Erfolg „Johnny's“ überlassen. Die Mitglieder haben ein festgelegtes Einkommen und bekommen einige Prämien. Die Rechte an den Veröffentlichungen der Gruppe, an ihrem Namen sowie am Namen einzelner Mitglieder hat oftmals die Organisation.

### Johnny's Juniors
„Johnny's“ veranstaltet regelmäßig Auditions, bei denen Jungen vorsingen und vortanzen, um bei „Johnny's“ aufgenommen zu werden. Nach der Aufnahme erhalten die Jungen Unterricht im Singen und Tanzen. Die besten der Johnny's Juniors werden mitunter temporären Gruppen zugeteilt, die dann schwerpunktmäßig entweder als Backgroundtänzer oder -sänger bei Fernsehauftritten, Konzerten oder Musicals der „Johnny's“-Bands auftreten und so Erfahrung sammeln und an Bekanntheit gewinnen.
Eine wichtige Plattform dafür sind beispielsweise Konzerte wie das Johnny's Juniors FIRST concert in Tokio und das Johnny's Juniors Spring 2002 concert vom April 2002. Ebenso wichtig ist die regelmäßig gesendete Fernsehshow Shōnen Club, in welcher die jüngeren Bands mit den Juniors auftreten. Bereits etablierte Formationen wie beispielsweise Ya-Ya-Yah oder A.B.C. können bei dieser Sendung nicht nur als Unterstützung, sondern auch allein auftreten. Neben dieser Sendung nehmen die Juniors an allen möglichen TV-Specials und TV-Kits teil, die meistens verschiedene Spiele bzw. Wettbewerbe zwischen einzelnen Mitgliedern oder den Gruppen der „Johnny's Juniors“ zum Thema haben.
Letztendlich entscheidet die Bekanntheit und Beliebtheit einer Gruppe, ob ihr erlaubt wird zu debütieren oder nicht. KAT-TUN beispielsweise hatten bereits 5 Jahre lang regelmäßig Auftritte, bevor sie offiziell in dieser Formation eigene Lieder veröffentlichen durften.

### Debütierte Gruppen
Die debütierten Gruppen, die als Juniors bekannt geworden sind, haben bereits viele Fans, wenn sie ihre erste Single auf den Markt bringen und sind oft entsprechend erfolgreich. Um sie aber noch weiter zu unterstützen, werden die Mitglieder von „Johnny's“-Gruppen häufig für Zeitschriften wie Myojo, Potato und Wink-up abgelichtet. Talentierte Mitglieder bekommen die Chance, in Doramas mitzuspielen oder TV-Sendungen zu moderieren. KAT-TUN beispielsweise moderierten ein Jahr nach ihrem Debüt die TV-Sendung Cartoon KAT-TUN, in der sie japanische Prominente des Show-Business interviewen. Viele haben eigene Radioshows und treten in der Werbung auf. Weiterhin sehr beliebt bei den Fans sind diverse Gruppenveranstaltungen, bei denen die Bands ihre erfolgreichsten Acts präsentieren. Dazu zählen Musicals wie Summary mit KAT-TUN und NewS oder Dream Boys mit KAT-TUN und Kanjani 8. Aber auch das seit einigen Jahren im Tokio Dome stattfindende Silvesterkonzert Johnny's Countdown, das im Fernsehen übertragen wird, zählt dazu.

## Berichte über sexuelle Belästigung
Im Jahr 1988 veröffentlichte Koji Kita, ein ehemaliges Mitglied der Boygroup Four Leaves und Johnny & Association, sein Buch Dear Hikaru Genji. In diesem warf er Kitagawa vor, sich an ihm vergangen zu haben und eine Besetzungscouch zu betreiben. Etwa acht Jahre später veröffentlichte das frühere Talent Junya Hiramoto sein Buch All About Johnnys und beschrieb in diesem scheinbare Vorgänge, die in Kitagawas Anwesen vorgefallen seien. So habe Kitagawa sich den Schlafsaal mit seinen Schützlingen geteilt und darauf bestanden, diesen beim Baden den Rücken zu waschen. Im Jahr 2001 veröffentlichte das japanische Magazin Shukan Bunshun eine zehnteilige Artikelserie, die die Übergriffe Kitagawas auf seine Schützlinge dokumentierten und weitere Anschuldigungen bekannt machten. So habe Kitagawa minderjährige Jungen teilweise zum Rauchen von Zigaretten und Trinken von alkoholischen Getränken gezwungen.
Kitagawa verklagte das Magazin wegen Verleumdung und bekam in erster Instanz Recht zugesprochen. Das Magazin wurde zu einer Zahlung von knapp neun Millionen Yen Schadenersatz verurteilt. Nach Einspruch des Magazins gegen das Urteil wurde die Strafe auf 1,2 Millionen Yen reduziert. Das Gericht sah die Vorwürfe des sexuellen Missbrauchs von Kindern als erwiesen an, wertete die Vorwürfe, die Schützlinge zum Tabak- und Alkoholkonsum gezwungen zu haben, allerdings als Verleumdung. Gegen das neue Urteil legte Kitagawa ebenfalls Einspruch ein, der allerdings im Jahr 2004 abgewiesen wurde. In Japan erfuhr der Fall keine Beachtung durch die Medien, was manche Zeitungen auf den großen Einfluss Kitagawas auf die japanische Medienlandschaft zurückgeführt haben.
Am 7. März 2023, knapp vier Jahre nach dem Tod Kitagawas, veröffentlichte der britische Fernsehsender BBC eine Dokumentation, in dessen Folge weitere Berichte von Magazinen ans Tageslicht kamen, die bis in die 1960er-Jahre zurückreichten; der älteste Bericht aus dem Sankei Shimbun datiert aus dem Jahr 1965. Im April 2012 wurden neue Vorwürfe laut als der japanisch-brasilianische Musiker und Schauspieler Kauan Okamoto in einer Pressekonferenz aussagte, von Kitagawa seit seinem 15. Lebensjahr missbraucht worden zu sein und bezichtigte die Agentur, davon gewusst zu haben. Okamoto erklärte, dass Kitagawa in seiner Zeit bei Johnnys & Associates zwischen 100 und 200 Jungen in sein Anwesen eingeladen zu haben. Mehrere Fernsehsender kündigten auf Pressekonferenzen an, die Anschuldigungen ernst zu nehmen und interne Untersuchungen in die Wege zu leiten, wobei diese zeitgleich weiterhin mit Künstlern der Agentur zusammenarbeiteten.
Die Agentur selbst teilte im April 2023 mit, interne Untersuchungen zu den Vorwürfen in die Wege zu leiten, ohne dabei auf Okamotos Anschuldigungen einzugehen. Im gleichen Monat veröffentlichte Johnny & Associates ein Dokument für ihre Geschäftspartner, in denen keine neuen Vorwürfe bekannt wurden. Im Mai 2023 veröffentlichte Julie Fujishima, Präsidentin der Agentur und Nichte Kitagawas, ein Statement der Entschuldigung und sicherte Betroffenen Hilfe zu. Da dieses Statement sämtliche Fragen zu den Vorfällen unbeantwortet ließ, forderte Penlight, eine Fangruppierung der Agentur, auf, die Ermittlungen fortzusetzen.
Am 14. Juli 2023 kündigte die UN-Arbeitsgruppe für Wirtschaft und Menschenrechte an, am 24. Juli nach Japan zu fliegen und bis zum 4. August Befragungen von Opfern durchzuführen. Am 7. September wurden Johnny Kitagawas Bestmarken von der Website der Guinness-Weltrekorde gelöscht. Anfang September trat Julie Fujishima von ihrem Posten als Präsidentin des Unternehmens zurück. Knapp drei Wochen später wurde angekündigt, dass das Unternehmen nach einer Entschädigungszahlung an die Missbrauchsopfer zum 17. Oktober 2023 in Smile-Up umbenannt werde. Mehr als 300 Missbrauchsopfer haben offiziell Schmerzensgeld gefordert.

## Johnny's Gruppen und Künstler
| Debütierte Gruppen - Johnnys (1962–1967) - Hiromi Maie (1962–?) - Osami Iino (1962–1968) - Ryo Nakatani (1962–?) - Teruhiko Aoi (1962–1967) - Four Leaves (1968–1976) - Kōji Kita (1966–1989) - Takashi Aoyama (1966–1978) - Toshio Egi (1966–?) - Masao Orimo (1966–?) - Eiji Nagata (1966–1977) - Hiromi Go (1971–1975) - Teruyoshi Aoi (1973–1976) - Jo Toyokawa (1975–1979) - Little Gang (1975–1976) - Mayo Kawasaki (1976–1989) - Masahiko Kondō (1977–2021) - Toshihiko Tahara (1979–1994) - Ippei Hikaru (1980–1985) - Shibugakitai (1982–1988) - Hirohide Yakumaru - Toshikazu Fukawa - Masahiro Motoki - Shigeyuki Nakamura (1982–1993) - The Good-Bye (1983–1990) - Hikaru Genji (1987–1995) - Mikio Ôsawa (1982–1994) - Kazumi Morohoshi (1984–1994) - Hiroyuki Satō (1983–1994) - Junichi Yamamoto (1986–2002) - Akira Akasaka (1987–2007) - SMAP (1990–2016) - Katsuyuki Mori (1987–1996) - Goro Inagaki (1987–2016) - Tsuyoshi Kusanagi (1987–2016) - Shingo Katori (1988–2016) - Masahiro Nakai (1986–2020) - Otokogumi (1988–1993) - Shoji Narita - Kazuya Takahashi - Koyo Maeda - Ninja (1990–1997) - TOKIO - Hiromu Kojima (1990–1994) - Tatsuya Yamaguchi (1989–2018) - Tomoya Nagase (1992–2021) - V6 (1995–2021) - Coming Century (1995–2021) - Go Morita (1995–2021) - Ken Miyake [ja] (1993–2023) - Junichi Okada (1995–2023) - Tackey & Tsubasa (2002–2018) - Tsubasa Imai (1995–2018) - Hideaki Takizawa (1995–2022) - NEWS - Hironori Kusano (2001–2008) - Takahiro Moriuchi (2001–2003) - Yuya Tegoshi (2003–2020) - Tomohisa Yamashita (1996–2020) - KAT-TUN - Koki Tanaka (1998–2013) - Jin Akanishi (1998–2014) - Junnosuke Taguchi (1999–2016) - Hey! Say! JUMP - Ryutaro Morimoto (2004–2011) - Kanjani Eight - Ryo Nishikido (2004–2019) - Subaru Shibutani (2004–2018) - Tegomass (2006–2020) - Sexy Zone - Marius Yo (2011–2022) - Kento Nakajima (2008–2024) - King & Prince - Genki Iwahashi (2010–2021) - Sho Hirano (2012–2023) - Yuta Jinguji (2010–2023) - Yuta Kishi (2009–2023) - Kis-My-Ft2 - Kyohei Iida (2001–2006) - Hiromitsu Kitayama (2002–2023) - Shonentai - Noriyuki Higashiyama (1979–2023) - Kazukiyo Nishikiori (1977–2020) - Katsuhide Uekusa (1980–2020) - A.B.C-Z - Fumito Kawai [ja] (1999–2023) | Kurzzeitige Projekte - Johnny's Junior Special (1975) - Tanokin Trio (1980–1983) - J-Friends (1998) - Secret Agent (2000) - MiMyCen (2001) - Ya-Ya-yah (2002) - Toraji Haiji (2005) - Shūji to Akira (2005) - GYM (2006) - Kisarazu Cats Eye feat. MCU (2006) - Trio the Shakiiin (2007) - Hey! Say! 7 (2007) - Matchy with Question (2008) - The Shigotonin (2009) - NYC boys (2009) - Snow Prince Gasshodan (2009) - Lands (2009) - Marching J (2011) - A.N. Jell (2011) - The Monsters (2012) - Hottake Band (2014) - Jigoku-zu (2016) - Kame to Yamapi (2017) - A.Y.T (2017) - Twenty Twenty (2020) - STARTO for you (2024) | Ehemalige Schauspieler - Nobuhiro Aoyama - Keiichi Miyoshi (1982–1991) - Mizuki Sano (1991–2019) - Kazunari Ninomiya (1996–2023) - Toma Ikuta (1996–2023) - Shunsuke Kazama (1997–2023) - Bunichi Hamanaka (1999–2023) - Jun Matsumoto (1996–2024) - Tsuyoshi Domoto (1991–2024) |

## Kritik

### Zugänglichkeit zu Künstlern
Das Geschäftsmodell von Johnny & Associates hat in fast allen Sparten, in denen das Unternehmen aktiv ist eine Agentur im Zentrum geschaltet. Das Unternehmen verfügte zeitweise über einen Aufnahme-, Produktions-, Film-, Merchandising- und Werbe-Zweig, vertikal integriert ähnlich dem Keiretsu-System. Informationen wurden über Jahrzehnte hinweg direkt und exklusiv an Fans über den Family Club mitgeteilt. Der Family Club ist eine streng kontrollierte, registrationsnotwendige Plattform, auf der sich Fans und Künstler austauschen und Informationen verbreiten können. Bis zur Jahrhundertwende fand die Kommunikation über den Brief- und Faxverkehr statt.
Johnny & Associates übt eine strenge Kontrolle über Fotografien seiner Künstler aus, sodass offizielle Künstlerfotos gar nicht erst auf der Unternehmenswebsite veröffentlicht und auf Darstellungen von Silhouetten als Pressematerial zurückgegriffen wurden. Zeitweise verzichtete das Unternehmen auf die Nutzung von sozialen Medien und limitierte digitale Inhalte hinter bezahlpflichtige Systeme wie etwa Johnny’s Web. Erst ab dem Jahr 2011 veröffentlicht Johnny & Associates offizielle Künstlerfotos auf ihrer Homepage.
Seit Januar 2018 dürfen Medien von der Agentur ausgewählte Bilder des Unternehmens frei verwenden. Im März gleichen Jahres begann Johnny & Associates die Video-Plattform YouTube zu nutzen und Inhalte bestimmter Künstler dort zu veröffentlichen. Nach dem Tod Kitagawas hat das Unternehmen die Freiheiten ihrer Künstler weiter ausgeweitet, sodass diese offizielle Twitter- und weitere Social-Media-Profile nutzen dürfen.

### Verhältnis zu Medien
Über Jahre hinweg wurde das Unternehmen verdächtigt, Kontakte zu Massenmedien zu pflegen um große, positive Berichterstattung über die Agentur, dessen Künstler und Kitagawa selbst zu generieren, während negative Presse, die als Gefahr für das Unternehmensbild und die Gewinne gesehen wurde, kaum zugelassen wurden. Als Beispiel nannten Journalisten, dass Kitagawa verschiedenen Medienformaten drohte, seine Talente aus dem Programm zu nehmen, sollten diese negative Presse verbreiten oder Boygroups von konkurrierenden Agenturen einzuladen.
Im Juli des Jahres 2019 ermittelte die Fair Trading Commission – vergleichbar mit dem deutschen Bundeskartellamt – gegen Johnny & Associates wegen des Verdachts, das Anti-Monopol-Gesetz zu verletzen. Vorausgegangen waren Vorwürfe, die Agentur würde Medien unter Druck setzen, um eine Berichterstattung über die Boygroup Atarashii Chizu, bestehend aus den früheren SMAP-Mitgliedern Gorō Inagaki, Tsuyoshi Kusanagi und Shingo Katori, zu reduzieren. Der Verdacht bestätigte sich mangels an Beweisen nicht. Dennoch erhielt Johnny & Associates eine Verwarnung.